# カヤンゲル環礁
カヤンゲル環礁はパラオの本島であるバベルダオブ島の北にある環礁。
カヤンゲル環礁は全域がカヤンゲル州の行政区域になっており、パラオの首都マルキョクの北64km程の位置にある。北西部にはガルワングル環礁が存在する。
環礁は南北3.7km、幅が2km程度であり、礁湖を含めて6平方キロメートル程度である。深さは平均6m、最深部が9.6mである。西部の環礁の一部が低くなっており外洋との間で舟の通行が可能で、この水路が交通点になっているが水深は浅い。
環礁には東部と南部にかけて主にカヤンゲル島、Ngeriung、ゲレベラス、オラックの4つの島があり、これらの島には植物が自生しているが、住民が居住しているのはカヤンゲル島のみである。その他の島は砂浜などが観光向けに利用されている。

## 註
1. ↑  “パラオの「カヤンゲル州漁業施設改善計画」に対する無償資金協力について”.   外務省 (2002年2月7日). 2014年6月11日閲覧。